# Guds lov
Guds lov, sångbok för Östra Smålands missionsförening, utgiven 1931. Innehåller sånger av främst Lina Sandell, Anders Carl Rutström, Anders Nilsson och Fredrik Engelke, samt på slutet en särskild avdelning psalmer ur psalmboken. I senaste upplagan från 1980-talet bifogades ett versregister.

## Sångboken Guds lov

### Inledningssånger
- 1 Herren, vår Gud, är en konung Finns på Wikisource.
- 2 O du ärans konung Finns på Wikisource.
- 3 Evigt stor i makt och ära
- 4 Dig, Herre Gud, är ingen Finns på Wikisource.
- 5 Befall din väg åt Herren
- 6 Jag kan icke räkna dem alla Finns på Wikisource.
- 7 Jag är i Herrens hand vad helst mig möter
- 8 Vem är en sådan Gud som vår Finns på Wikisource.
- 9 Gud Fader vår av evig nåd
- 10 Vår Herres Jesu Kristi Gud
- 11 Underbar, o Gud och Fader
- 12 O, låtom oss tacka och prisa och lova
- 13 I allt vårt betryck Herren Gud oss hugsvalar
- 14 Jag lyfter mina ögon upp till bergen
- 15 Vår sällhet och dygd
- 16 O vilken rikedom av vishet, makt och nåde
- 17 Jag om en konung sjunga vill
- 18 Loven Herren, ty att lova Finns på Wikisource.
- 19 Vi ha en Gud vars hulda Fadershjärta

### Advents- och julsånger
- 20 Hosianna, Davids son Finns på Wikisource.
- 21 Dotter Sion, fröjda dig Finns på Wikisource.
- 22 Din konung till dig kommer
- 23 Ej utav denna världen är mitt rike
- 24 Han kommer! Vad tröst i de orden
- 25 Hell dig julafton
- 26 Visste naturen
- 27 Nu borde hela jorden
- 28 Ära vare Gud i höjden
- 29 Till Betlehem mitt hjärta
- 30 Från oro och mörker Finns på Wikisource.
- 31 Den eviga solen, all världenes ljus
- 32 Nu evigt väl
- 33 O helga natt Finns på Wikisource.
- 34 O du saliga, o du heliga Finns på Wikisource.
- 35 Nu tändas tusen juleljus Finns på Wikisource.
- 36 Julen är inne, fröjdas vart sinne Finns på Wikisource.
- 37 Ett barn är fött på denna dag Finns på Wikisource.
- 38 Herren av himlen är kommen till jorden Finns på Wikisource.
- 39 När juldagsmorgon glimmar Finns på Wikisource.
- 40 Ett barn är oss fött och en son är oss given
- 41 Julen nu åter är inne
- 42 O ljuvliga budskap, som kungöres jorden
- 43 Ett barn i dag är oss givet
- 44 Född av kvinna under lagen
- 45 O vilket djup av hemlighet
- 46 Upp dyrköpta blodsförvanter
- 47 Hören folk och alla släkter
- 48 Ack, hör vilka fröjder

### Nyårssånger
- 49 Nu tack och lov, ett nådigt år
- 50 Nu går ett nådigt Herrens år
- 51 Låt ditt ansikte gå för oss
- 52 Jag vet inte vad som skall möta
- 53 Hur än de skifta, mina år på jorden
- 54 Var finnes Jesu like
- 55 Det dyra namnet Jesus Finns på Wikisource.
- 56 O Jesu, ditt namn är ett fäste i nöden
- 57 O Jesu, hur ljuvt är ditt namn Finns på Wikisource.
- 58 Tag det namnet Jesus med dig Finns på Wikisource.

### Passionssånger
- 59 I svartaste natt
- 60 Igenom Adams fall, olydnad
- 61 Min fromhet var en tagg i Kristi törnekrona
- 62 Svinga dig, min ande, opp
- 63 Det går från örtagården
- 64 Den stunden i Getsemane
- 65 Den natten då jag förråddes
- 66 Getsemane, Getsemane, ditt namn
- 67 Kom till korset, kom att skåda
- 68 Vår Jesus, han hängde på korset så mild
- 69 Vem är han som sakta kommer
- 70 Vem är det som blodig från Bosra går fram
- 71 Du konung med krona av törne
- 72 Jesus på korset hänger i vånda
- 73 Min blodige konung på korsträdets stam
- 74 Vad är det för sår i din' händer du har
- 75 Se blodet och de dyra såren
- 76 Himlarnes Konung, varför blir du slagen
- 77 Jesus för världen givit sitt liv
- 78 Klippa, du som brast för mig
- 79 Det skedde för mig
- 80 Guds milda Lamm, du dyra Lamm
- 81 Döden är dödad och djävulen slagen
- 82 Vid Jesu kors, det dyra
- 83 Kristus är offrad i syndares ställe
- 84 Ack, göt min Frälsare sitt blod
- 85 På Golgata kors min Frälsare led
- 86 Det är fullkomnat, så Jesus sade
- 87 Hör hur sabbatsklockan tonar
- 88 O dig, Guds Lamm, dig vare lov och tack

### Påsksånger
- 89 Uppstånden är Kristus
- 90 Han är uppstånden, Frälsaren
- 91 Uppstånden ur graven är Herren Krist
- 92 Halleluja! Vår Hjälte god
- 93 Pilgrim, säg mig, var är graven
- 94 Uppsvulgen i segern är döden förvisst
- 95 Fröjd i höjden
- 96 Vid gryende dag
- 97 Kristus är uppstånden
- 98 O tänk, vår Jesus är uppstånden
- 99 Gud i Kristus har försonat

### Himmelfärdssånger
- 100 Jesus som farit dit upp till Guds himmel
- 101 Har Kristus, ert huvud, till himlen uppfarit

### I Jesu efterföljd
- 102 Lev för Jesus, intet annat Finns på Wikisource.
- 103 I Jesu spår är tryggt att vandra
- 104 Närmare, o Jesu Krist, till dig
- 105 Ack, varföre sörja Finns på Wikisource.
- 106 Jesus, hjälp mig vandra

### Pingstsånger
- 107 Nu är det pingst
- 108 O Helge Ande, sanner Gud
- 109 Helge Ande ljuva, du som lik en duva
- 110 Nu är det pingst. Kom till mitt frusna hjärta
- 111 O att den elden redan brunne
- 112 Det är ett fast ord
- 113 Helge Ande ljuva

### Ordet
- 114 Vi hava det fasta, profetiska ordet
- 115 O Gud, av himlen se härtill
- 116 Vad är den kraft, vad är den makt
- 117 Helga bibel, Herrens ord

### Väckelse och inbjudan
- 118 Var är du, var är du
- 119 Har du frid?
- 120 O du som ännu i synden drömmer
- 121 Lever du det nya livet
- 122 Har du mod att följa Jesus
- 123 Vem som helst kan bli frälst
- 124 Du är ju dock en människa
- 125 För Guds domstol en och var
- 126 Vi vill du dö, när du kan få leva
- 127 Vad synes dig om Kristus
- 128 Se tiden är kort
- 129 Känner du vännen den vite och röde
- 130 Hur kan du leva utan Jesus
- 131 Vem klappar så sakta i aftonens frid
- 132 Våga dig
- 133 Här en källa rinner
- 134 Än är det rum, än dörren öppen står
- 135 Vak upp, vak upp, hör på
- 136 Den port är trång och smal den stig
- 137 Det finns en port som öppen står
- 138 Bröllopet tillrett står
- 139 Än finns det rum
- 140 Här kommer en främling från fjärran ort
- 141 Si, Jesus borttappat ett av sina får
- 142 Jag hör en ropandes röst i öknen
- 143 Herren står vid hjärtats dörr
- 144 Ungdom i världen
- 145 Skulden är gäldad
- 146 En blick på den korsfäste livet dig ger
- 147 Det givs en tid för andra tider
- 148 Jag har en viktig fråga
- 149 Kom och se
- 150 O, öppna ditt hjärta för Herren
- 151 Se Mästaren är kommen och kallar dig till sig
- 152 Är det ödsligt och mörkt och kallt
- 153 Kom och välkommen i namnet det dyra
- 154 Dyra själ, har det dig smärtat
- 155 är Herren kallar, o lyssna då

### Bön och vaksamhet
- 156 Jag är ett svagt och hjälplöst lamm
- 157 Jesu, livets källa
- 158 Käre Herre, tala
- 160 Vi äro ej hemma ännu
- 161 Jag behöver dig, o Jesus
- 162 Gå och tala om för Jesus
- 163 Vik ej ur mitt hjärta
- 164 Farväl, min själ
- 165 Bliv blott i såren
- 166 Hör syndare, ack hör
- 167 Jesu kära brud
- 168 Bida blott

### Trons visshet
|     |                                            |
| 169 | Om någon mig utspörja vill                 |
| 170 | O fröjden er därav, I Jesu vänner          |
| 171 | O vad sällhet det är                       |
| 172 | Nu är jag glad och hjärtligt nöjd          |
| 173 | O syndaförlåtelse, dyrbara skatt           |
| 174 | Min enda fromhet inför Gud                 |
| 175 | Jag den förnämste syndare                  |
| 176 | Stor sak i annat allt                      |
| 177 | Vid Jesu hjärta är min vilostad            |
| 178 | Jag är så glader                           |
| 179 | Just som jag är                            |
| 180 | Du kan icke tro, ack, men käre, så hör     |
| 181 | Nu lov och pris                            |
| 182 | Jag har en vän, så huld, så mild, så tålig |
| 183 | Som Farao med all sin här                  |
| 184 | Allt vad oss Adam i fallet ådragit         |
| 185 | Guds barn jag är --- Listad                |
| 186 | Nu bort med allt som ängslar               |
| 187 | Vad salighet att vara                      |
| 188 | Välsignad min trofaste Herre och Gud       |
| 189 | Att hava Jesus är bäst ändå                |
| 190 | Av nåd är jag salig                        |
| 191 | Nu är jag nöjd och glader                  |
| 192 | Jag har en krona att förlora               |

### Rättfärdiggörelsen
- 193 Rättfärdighet i Jesu blod
- 194 Hör jag rätt, o Jesus, har du blivit
- 195 O Gud, min Gud, vad jag är glad
- 196 Min äreklädning, bröllopsskrud
- 197 Lovsjungom Herrens Jesu kärlek
- 198 Nu är jag glad och hjärtligt nöjd
- 199 Så hav nu, själ, ett muntert sinne
- 200 Rättfärdig blev världen i Frälsarens blod

### Sånger om frälsningen
|     |                                            |
| 201 | Så älskade Gud världen all --- Listad      |
| 202 | O låt med kraftigt ljud                    |
| 203 | Emedan blodet räcker till                  |
| 204 | Pris vare Jesus Krist                      |
| 205 | Jesus allena har segrat och vunnit         |
| 206 | Vakna upp, du arma hjärta                  |
| 207 | Låt bli att ängslig gå                     |
| 208 | Se, allt har Jesus gjort för mig           |
| 209 | Ingenting på hela jorden                   |
| 210 | Loven nu Herran båd' nära och fjärran      |
| 211 | Lilla fågel glad                           |
| 212 | Nåden, nåden den är fri                    |
| 213 | Låtom oss sjunga                           |
| 214 | Jag vet ett namn så dyrt och kärt          |
| 215 | Se, öppen står Guds fadersfamn             |
| 216 | Må vi sjunga                               |
| 217 | Sjung ut, min själ, ditt tack till Gud     |
| 218 | Förlossningsdag, du sälla dag              |
| 219 | Likasom Moses i öknen upphöjde             |
| 220 | Lov vare Herren                            |
| 221 | O Jesu, du haver oss löst på en gång       |
| 222 | Jesu Kristi ömma hjärta                    |
| 223 | Vad Jesus gjort, jag visst ej kan förtälja |
| 224 | O du, som bär på syndens börda             |
| 225 | Under tidernas tvång                       |
| 226 | Så syndig, usel som du är                  |
| 227 | Lov och pris ske dig                       |
| 228 | Vi äro köpta och återlösta                 |
| 229 | Ack, lova Herren, o min själ               |
| 230 | Det är så gott att om Jesus sjunga         |
| 231 | Hör, Jesus undfår syndare                  |
| 232 | Eho du är, som mänska heter                |
| 233 | Vad heter skeppet, som er för              |
| 234 | Vid det hjärtat får jag vila               |
| 235 | Jag sjunger nu om seger                    |
| 236 | Frukta ej du lilla skara                   |
| 237 | Det står att Gud är död                    |
| 238 | Jag är ett Herrens nådebarn                |
| 239 | Jag vet ett blod som ymnigt rann           |
| 240 | Ho har nånsin sett en sådan Gud            |
| 241 | Så är nu vår sak uti Lammet klarerad       |
| 242 | Vår är nu segern, ty Jesus har vunnit      |
| 243 | Ack, mulna, bistra dag                     |
| 244 | Vår sak har vår Jesus gjort redig och klar |
| 245 | I Jesu namn, där är min frälsning          |
| 246 | Minns du min själ, den dyra stunden        |
| 247 | I Lammets död och smärta                   |
| 248 | Gläd dig, gläd dig, du köpta själ          |
| 249 | Bort himmel, jord, bort annat allt         |
| 250 | Om du är usel och död och kall             |
| 251 | Förrän världens grund var lagder           |
| 252 | Ack, har du ej vilja att bliva min brud    |
| 253 | Jesus, Jesus, han allena                   |
| 254 | Hjärtans Jesu, i ditt hjärta               |
| 255 | Min Jesus utav Nasaret                     |
| 256 | Allt är nu redo                            |
| 257 | Öppet står Jesu förbarmande hjärta         |
| 258 | Nu är jag förnöjder                        |
| 259 | Sjung nu vår Jesus ära och pris            |
| 260 | Må intet i världen oss skilja              |
| 261 | Glöm icke såren                            |

### En kristens saliga frid och trygghet
- 262 Det är så gott att känna Gud
- 263 Ack salig, ack salig den själen som tror
- 264 Med Gud och hans vänskap
- 265 O Jesu kär
- 266 Min vän är skön
- 267 O Jesus, din duva hon har ingen ro
- 268 O du min Immanuel
- 269 Jesu, tag mitt arma hjärta
- 270 Välsignad den dagen
- 271 Så mörk är ej natt
- 272 På Herrens ord var trygg
- 273 Min nåd är dig nog
- 274 Varför sucka, varför klaga
- 275 Har jag dig, o Jesus, blott
- 276 O vad din härlighet är stor
- 277 Om dagen vid mitt arbete
- 278 Lov, pris och tack jag nu vill sjunga
- 279 Nu är min träldom slut
- 280 Förlossningen är vunnen i Jesu Kristi blod
- 281 O vad är väl all fröjd på jorden
- 282 Hur underligt, Herre, du leder din brud
- 283 Men ack, hur kort är ändock prövotiden
- 284 Var stilla, oroliga hjärta
- 285 Fattig men dock rik
- 286 Alltid salig om ej alltid glad
- 287 Den skönaste ros har jag funnit
- 288 Det är så tryggt att vara
- 289 Varför frågar du så ofta
- 290 Vid Jesu hjärta, där är lugnt
- 291 Alla Herrens vägar äro
- 292 Min själ nu love, prise Herran
- 293 Hjärtans Jesu, hulde broder
- 294 Guds Lamm, hör, hela jorden
- 295 Gud ske lov, min vän han blivit
- 296 Väl mig, nu till borgen jag hunnit
- 297 Upp, min själ, att Herren lova
- 298 Stå upp, min själ, var nu evigt glader
- 299 Pris vare Gud, pris vare Gud
- 300 Som Guds Israel i forna tider

### Erfarenheter på trons väg
- 301 Är det sant att Jesus är min broder
- 302 Herre, jag beder
- 303 Så eländig jag är
- 304 Jesu du mitt hjärtas längtan
- 305 Aldrig är jag utan fara
- 306 Fatta mod, min broder
- 307 Korset är de kristnas broder
- 308 En korsfäst konung
- 309 Jag arma barn, som litet har erfarit
- 310 Vi sökte väl ro och vi sökte väl frid
- 311 O själ, du som ängslig och tvekande går
- 312 Hos kristna städs glänser det invärtes livet
- 313 Jesu, du trofaste brudgum och borgesman
- 314 På nåden i Guds hjärta
- 315 O djup av barmhärtighet
- 316 En vän framför andra, min Frälsare huld
- 317 Herre, fördölj ej ditt ansikte för mig
- 318 I sorgen glädje, i glädjen sorg
- 319 Till det höga ser mitt öga
- 320 O att jag
- 321 Till Herren jag bad att han ville föröka
- 322 Jag irrade länge än hit och än dit
- 323 Se ej på mig
- 324 Väldig är Guds nåd över mig, över dig
- 325 Ack, allt vad som fordom en vinning oss var
- 326 Gud, min Gud, ack var mig nådig
- 327 Jesu, låt din rädda duva
- 328 Härlig är solen i sin makt
- 329 Jag är ett fattigt nådehjon
- 330 Du arme pilgrim
- 331 Om jag förgäter Sion
- 332 O du elända
- 333 Jag nu den pärlan funnit har
- 334 Hur salig är den lilla flock
- 335 Giv mig den frid som du, o Jesu, giver
- 336 Vi hava i himlen en överstepräst
- 337 Salig för intet
- 338 Fördolde Gud och ursprungskälla
- 339 Håll dig vid klippan
- 340 Framåt jag går i hoppet glad
- 341 Helt för Jesus, helt från världen
- 342 Du skall se att det bär hem till slut
- 343 Du Herrens vän, som mången gång får gråta
- 344 Hulde Fader, tack att du har dragit
- 345 Fram en suck sig smyger
- 346 Tätt vid korset, Jesu kär
- 347 Tänk, en sådan vän som Jesus
- 348 En tillflykt hos Jesus jag funnit
- 349 Herre kär, min tillflykt, mitt försvar
- 350 Herre, om stundom med hjälpen du dröjer
- 351 När du beder: Herre, Herre
- 352 Skall jag mitt hjärtas tro bekänna
- 353 Låt mig vila, Jesu kär
- 354 Jag drömde om lycka, jag drömde om frid
- 355 Korset först och kronan sedan
- 356 När mörker vårt hjärta betäcker
- 357 Lyssnen båd' gamla och unga
- 358 Trygg i min Jesu armar
- 359 Bliv i Jesus, vill du bära frukt
- 360 Vi äro väl ringa och svaga och små Finns på Wikisource.
- 361 Gläds, dyra själ, ty Frälsaren har vunnit
- 362 Jag har i lyckans stunder
- 363 I en djup, oändlig skog
- 364 I tron jag är re'n salig här
- 365 Än är det rum i såren röda
- 366 Bergen må vika och höjderna falla
- 367 Framåt i Jesu namn
- 368 Var jag går
- 369 Ängsliga hjärta, upp ur din dvala

### Förhållandet till vår nästa
- 370 I kära Guds barn, I, som troslivet öven
- 371 Lammets folk och Sions fränder
- 372 Herre Jesus, när du sade: "Ett nytt bud jag giver er"
- 373 Frälsare, tag min hand
- 374 I kristna vänner alla
- 375 Du som av kärlek varm
- 376 Älsken storligen varandra

### Före och efter predikan
- 377 Herre, samla oss nu alla
- 378 Ack, Herre Jesu, var oss nära
- 379 Giv oss än en nådestund, o Jesus
- 380 En liten stund med Jesus
- 381 Ack, saliga stunder
- 382 Sabbatsdag, hur skön du är
- 383 Jesus kär, gå ej förbi mig
- 384 Kom, huldaste förbarmare
- 385 Herre Gud, med tiggarstaven
- 386 Jesu Ande, tala
- 387 Hugsvala mitt hjärta, hugsvalande Gud
- 388 Kom till oss, o himmelska duva
- 389 Här samlas vi omkring ditt ord
- 390 Helige Fader, böj ditt öra neder
- 391 Herre, giv oss alla nåd
- 392 Hur ljuvligt, o Jesu, att medan vi gå
- 393 O dyre såningsman, så ut
- 394 Helige Fader, kom och var oss nära
- 395 Säg mig den gamla sanning
- 396 En liten flock vi i ditt namn församlats
- 397 Vadhelst här i världen bedrövar min själ
- 398 Tack, o Jesu, för det rika bordet
- 399 Hav tack, käre Jesus, för ordet vi fått
- 400 Tack, käre Frälsare

### Morgon och afton
- 401 Nu lovar min själ dig, Jesu, min vän
- 402 Herrens nåd är var morgon ny
- 403 Du ömma fadershjärta
- 404 Blott en dag
- 405 Du sköna söndagsmorgon
- 406 Mitt Offerlamm, hjälp mig
- 407 Jag kastar det allt på Jesus
- 408 Jesus kär, var mig när
- 409 Stilla, stilla, låt din stridssång tystna
- 410 I den stilla aftonstund
- 411 Bred dina vida vingar
- 412 Nattens skuggor sakta vika
- 413 Aftonsolen sjunker bakom bergen
- 414 När dagens hetta svalkas

### Tidens korthet
- 415 Vad säga de flyende timmarna mig
- 416 Han kommer, vår Jesus, välsignade tröst
- 417 Vad är vårt liv
- 418 När den arma jordens tid förgår Finns på Wikisource.
- 419 Kort är tidens vedermöda
- 420 Som en stormil tiden flyr
- 421 Se Kristus är densamme
- 422 Vi hasta till vägs Finns på Wikisource.
- 423 Se när Herren är dig nära

### Dödens och evighetens allvar
- 424 Förgäves ropar den redan dömde
- 425 Yttersta dagen rätt fröjdefull bliver Finns på Wikisource.
- 426 Det blir snart bröllop i härligheten
- 427 Hur blir oss då, när Gud oss äntligt låter
- 428 Om han komme idag
- 429 En liten tid, och striden snart skall sluta
- 430 Vad gagnar det att vinna hela världen
- 431 Död, jag skulle likväl tala

### Hemlandssånger
- 432 Jerusalem, du helga stad
- 433 Klippans åbor högt må jubla
- 434 Lycklig jag som nu får sjunga
- 435 Säll den i Herrens namn sin jämmerdal har lämnat
- 436 Johannes en stark röst från himlen hörde tala
- 437 Ack sälla stund jag efterlängtar
- 438 Ack kära! så säg, huru slapp du så väl igenom
- 439 Det står ju Herrens folk en rolighet tillbaka
- 440 Bland tjocknande töcken i skymmande dalar
- 441 Vem är den stora skaran där
- 442 O jag längtar, min Gud, till dig
- 443 Till det härliga land ovan skyn
- 444 O hur saligt att få vandra
- 445 Himlen är mitt hem
- 446 Snart skall bröllop firas
- 447 Frälsta skaran ovan jordegruset
- 448 Utan synd, ack, saliga ord
- 449 Jag slipper i främmande landet mer vara
- 450 Min framtidsdag är ljus och lång
- 451 Jag har i himlen en vän så god
- 452 O vad salighet stor
- 453 O tänk en gång när himlens klockor ljuda
- 454 Tänk när en gång
- 455 Till fridens hem
- 456 O att få hemma vara
- 457 O jag vet ett land
- 458 Vi bo ej här
- 459 Hos Gud är idel glädje
- 460 En morgon utan synd jag vakna får
- 461 Genom världen en liten skara
- 462 Glad jag ilar fram med tiden
- 463 I djupet av mitt hjärta
- 464 Jag vet ett land av idel ljus
- 465 O vad salighet Gud vill skänka
- 466 Däruppe finns en härlig stad
- 467 Jerusalem, Jerusalem
- 468 Långt bortom öknens heta sand
- 469 Jag har ett hem, ett himmelskt hem
- 470 Hemma, hemma få vi vila
- 472 Triumf i höga tonen
- 473 O, jag vet ett land, där Herren Gud
- 474 Jag är främling, jag är en pilgrim
- 475 För Lammets tron bland änglars kor
- 476 För tronen syns en skara stå
- 477 Vad är att dö för den som frid har funnit
- 478 Om min Herre Jesus, som på korset dog
- 479 Från en klippspets bland de helga bergen
- 480 Jag är en pilgrim här
- 481 O Jesus kär, när vill du hämta mig
- 482 En gång, en gång, en gång
- 483 Ack, saliga hem hos vår Gud
- 484 Mötas vi på andra stranden
- 485 Jag slipper väl en gång i svallen att ro
- 486 Se en väldig hop
- 487 Däruppe skall ej synden finnas
- 488 Som drömmande vi skola varda då

### Missionssånger
- 489 Så långt som havets bölja går Finns på Wikisource.
- 490 Väldigt går ett rop över land, över hav
- 491 Tusen, tusen själar sucka
- 492 Ditt ord, o Jesu, skall bestå Finns på Wikisource.
- 493 Till polens kalla gränser Finns på Wikisource.
- 494 Gud, över oss förbarma dig
- 495 Herre, se du i nåd
- 496 För hedningarnas skara
- 497 Re’n bådar morgonstjärnan Finns på Wikisource.
- 498 Vår store Gud gör stora under Finns på Wikisource.
- 499 Tillkomme ditt rike, o Herre vår Gud
- 500 Stilla, ljuvlig, underbar
- 501 Tänk på ditt gamla förbundsfolk, o Herre

### Sånger över skilda ämnen
- 502 Nu vill jag sjunga om modersvingen
- 503 O vad världen nu är skön
- 504 Himlarna förtälja Herrens ära
- 505 Kom, ljuva ro och sommarnöje
- 506 Alla dagar, så han sagt
- 507 Om jag ägde allt men icke Jesus Finns på Wikisource.
- 508 Vad har min Gud i dag att ge
- 509 Du talar om väder, du talar om vind Finns på Wikisource.
- 510 I tidens aftonskymning
- 511 Din är jag än
- 512 Herren min herde är
- 513 Över fjärden vid och djup
- 514 Vilken nåd att vara barn i huset
- 515 Lov, ära och pris, o min Frälsare kär
- 516 Kom, låtom oss sjunga om Jesus
- 517 I den stilla aftontimma
- 518 Det finns ett hjärta
- 519 Den Sonen haver
- 520 Kom till Jesus i dag
- 521 Jehova, den store Guden
- 522 Du härlighets låga och eviga ljus
- 523 Guds ord består för evig tid
- 524 En fattig syndare har skäl att sjunga
- 525 Allt skall tjäna, allt skall tjäna
- 526 Jag sjunger om Jesus, min Frälsare huld
- 527 Ack, gå ej förlägen
- 528 Medan mina dagar ila
- 529 Pris vare dig, o Jesu kär
- 530 Det finns ett ord jag fordom hatat har
- 531 Till hemmet därovan med fröjd vi gå
- 532 O kasta din omsorg på Herren, min broder
- 533 Hälsokällan flödde
- 534 Lyft, Jesus, min blick mot de himmelska bergen
- 535 Det är fullkomnat! Profeters längtan
- 536 O brudepar och vänner
- 537 Min vän är min och jag är hans Finns på Wikisource.
- 538 Väl jag måtte fröjdas
- 539 Min hjälp när Herren står

### Barnsånger
- 540 Tryggare kan ingen vara Finns på Wikisource. Noter Melodi
- 541 Det blir något i himlen Finns på Wikisource.
- 542 Då han kommer, då han kommer Finns på Wikisource.
- 543 Kom låtom oss på barnavis
- 544 Är du glad, av hjärtat nöjd Finns på Wikisource.
- 545 Sjung en liten sång
- 546 Skynda till Jesus, Frälsaren kär Finns på Wikisource.
- 547 I den ljusa morgonstunden Finns på Wikisource.
- 548 Härliga lott att i ungdomens dagar
- 549 I korpungar små Finns på Wikisource.
- 550 Kan du giva ditt hjärta för tidigt åt Gud Finns på Wikisource.
- 551 Jag är ett litet, litet lamm Finns på Wikisource.
- 552 Vi ha fått en barnavän
- 553 Gud som haver barnen kär Finns på Wikisource.
- 554 Jesus, du som dig förbarmar
- 555 I söndagsskolan än en gång
- 556 Vår Gud han gör under allena
- 557 Lilla fågeln, glad och nöjd
- 558 Där uppe ingen död skall vara Finns på Wikisource.
- 559 Jag vet att Jesus har mig kär
- 560 Ett litet fattigt barn jag är Finns på Wikisource. Noter

### Avslutningssånger
- 561 När jag i tron min Jesus ser Finns på Wikisource.
- 562 En tillflyktsort är urtidens Gud
- 563 Tack, min Gud, för vad som varit Finns på Wikisource.
- 564 Min sista sång, min sista sång på jorden
- 565 För sista gången vi kanske nu
- 566 Faren väl, I vänner kära Finns på Wikisource.
- 567 Amen sjunge varje tunga Finns på Wikisource.
- 568 Vår Herre Jesu Kristi nåd Finns på Wikisource.

### Psalmer (nr 569-750)
- 590 Gläd dig, du Kristi brud Finns på Wikisource.